# Henrik Gottwaldt
Henrik (Hindrich) Gottwaldt var en byggmästare och arkitekt av tysk härkomst, verksam i Sverige under 1600-talet. Bland Gottwaldts arbeten märks uppförandet av Göta hovrätt 1639–1650 och Kristine kyrka 1649–1673, båda i Jönköping.
Hovrättsbyggnaden ritades antingen av Gottwaldt själv eller av hovarkitekten Simon de la Vallée.  Kyrkan ritades troligen av slottsbyggmästaren Hans Fleming. År 1666 rasade kyrktaket in på grund av att man, med Gottwaldts medgivande, använt den billigare lokala sandstenen till de bärande pelarna, i stället för den mer hållfasta kalkstenen från Omberg. Gottwaldt hölls personligen ansvarig för det inträffade vilket ledde till att han fullkomligt ruinerades.